# Рёс
Рёс (нем. Roes) — община в Германии, в земле Рейнланд-Пфальц. 
Входит в состав района Кохем-Целль. Подчиняется управлению Трайс-Карден.  Население составляет 524 человека (на 31 декабря 2010 года). Занимает площадь 6,74 км².

## Достопримечательности
- Замок Пюрмонт